# Liste der Bischöfe von Viseu
Die folgenden Personen waren Bischöfe von Viseu (Portugal):
- Remissol (572–585)
- Sunila (585–589)
- Gundemaro (610)
- Lauso (633)
- Antonio I. (636)
- Firmo, Farno oder Fárnio (638, 646)
- Vadila (653, 656)
- vakant 665–680
- Reparato (681, 683)
- Viliefonso, Vilcifonso (688)
- Teofredo oder Teodofredo (693)
- Teodomiro (876?–905)
- Gundemiro (905)
- Anserico oder Sabarico (922)
- Salomao (928, 931)
- Dulcidio (937, 943, 951)
- Hermenegildo (961, 968)
- Iquiliano (974, 981)
- vakant ca. 990–1020
- Gomes (1020–1050) (Exil in Oviedo)
- Sisnando (?–1064) (Exil in Oviedo)
- Mauricio (1102)
- Teotónio (1112) (Prior des Klosters Santa Cruz in Coimbra)
- Odório (1147–1166)
- Gonçalo (I.) (1166–1169)
- Marcos (1170)
- Godinho Soares (1171–1176)
- João I. Pires (1179–1192)
- Nicolau (1192–1213)
- Fernando I. Raimundes (1213–1214)
- Bartolomeu (1215–1222)
- Gil (1223–1248?)
- Pedro I. Gonçalves (1249–1253)
- Mateus (1254–1268) (auch Bischof von Coimbra)
- Egas (1289–1313)
- Martinho (1313–1323)
- Gonçalo II. de Figueiredo (1323–1330)
- Miguel I. Vivas (1329–1332)
- João II. (1333–1362)
- Gonçalo III. (1373)
- João III. Martins (1378?)
- Pedro II. Lourenço (?–1385)
- João IV. Pires (1385–1391)
- João V. Homem (1392–1425)
- João VI. de Évora (1426)
- Garcia de Menezes (1426–1430)
- Luís I. do Amaral (1431–1438)
- Luís II. Coutinho (1439–1444)
- João VII. Vicente (1444–1463)
- João VIII. Gomes de Abreu (1464–1482)
- Fernando II. Gonçalves de Miranda (1484–1505)
- Diogo Ortiz de Vilhegas (1505–1519)
- Alfons von Portugal (1519–1523)
- João IX. de Chaves (1524–1525)
- Kardinal Miguel II. da Silva (1526–1547)
- Kardinal Alessandro Farnese der Jüngere (1547–1552)
- Gonçalo IV. Pinheiro (1553–1567)
- Jorge de Ataíde (1568–1578)
- Miguel III. de Castro (1579–1586) (auch Vizekönig von Portugal und Erzbischof von Lissabon)
- Nuno de Noronha (1586–1594)
- António II. de Sousa OP (1594–1597)
- João X. de Bragança (1599–1609)
- João XI. Manuel (1610–1625)
- João XII. de Portugal (1626–1629)
- Bernardino de Sena OFM (1630–1633)
- Miguel IV. de Castro (1633–1634) (auch Patriarch von Lissabon)
- Dinis de Mello e Castro (1636–1639)
- Manuel de Saldanha (1669–1671)
- João XIII. de Mello (1673–1684)
- Richard Russell (1685–1693)
- Jerónimo Soares (1694–1720)
- Júlio Francisco de Oliveira (1740–1765)
- José do Menino Jesus OCD (1783–1791)
- Francisco I. Monteiro Pereira de Azevedo (1792–1819)
- Francisco II. Alexandre Lobo (1819–1844) (Minister von Michael I.)
- José II. Joaquim de Azevedo e Moura (1845–1856)
- José III. Manuel de Lemos (1856–1858)
- José IV. Xavier da Cerveira e Sousa (1859–1862)
- António III. Alves Martins OFM (1862–1882)
- José V. Dias Correia de Carvalho (1883–1911)
- António IV. Alves Ferreira dos Santos (1911–1927)
- José VI. da Cruz Moreira Pinto (1928–1964)
- José VII. Pedro da Silva (1965–1988)
- António V. Ramos Monteiro OFM (1988–2004)
- António VI. Augusto dos Santos Marto (2004–2006)
- Ilídio Pinto Leandro (2006–2018)
- António Luciano dos Santos Costa (seit 2018)